# استین، لیمبورخ
استین، لیمبورخ (به هلندی: Stein) یک شهرستان در هلند است که در لیمبورخ (هلند) واقع شده‌است. استین ۶۱ متر بالاتر از سطح دریا واقع شده‌است.

## خواهرخوانده
شهر مئامشلان خواهرخواندهٔ استین، لیمبورخ هست.